# جير رودريغوس جونيور
جير رودريغوس جونيور (بالبرتغالية: Jair Rodrigues Júnior) هو لاعب كرة قدم برازيلي في مركز الوسط، ولد في 28 أغسطس 1994 في Ibirubá ‏ في البرازيل. لعب مع نادي إنترناسيونال.

## وصلات خارجية
- جير رودريغوس جونيور على موقع قاعدة بيانات كرة القدم.إي يو (الإنجليزية)
- جير رودريغوس جونيور على موقع Soccerway.com (الإنجليزية)